# Asamblea Nacional de la República Dominicana
La Asamblea Nacional de la República Dominicana es el órgano constitucional encargado de la reforma de la Constitución y la proclamación de los resultados de las elecciones presidenciales. Está conformada por los miembros del Congreso Nacional, es decir, el Senado de la República y la Cámara de Diputados.

## Historia
La Asamblea Nacional tuvo su primera reunión el 14 de noviembre de 1844, cuando fue proclamada la primera Constitución de la República Dominicana en la ciudad de San Cristóbal. Desde entonces, ha desempeñado un papel clave en la evolución del sistema democrático del país, siendo convocada en diversas ocasiones para modificar la Carta Magna y oficializar la transición del poder presidencial.

## Composición y funcionamiento
La Asamblea Nacional está integrada por los miembros del Congreso Nacional, compuesto por el Senado de la República y la Cámara de Diputados. Su presidencia recae en el presidente del Senado, quien dirige las sesiones y asegura el cumplimiento del reglamento interno.
El artículo 120 de la Constitución establece que la Asamblea Nacional se reúne con el objetivo de reformar la Constitución y proclamar los resultados de las elecciones presidenciales. Cualquier modificación constitucional debe contar con la aprobación de la mayoría de sus miembros, siguiendo los procedimientos establecidos en la Carta Magna.

## Finalidad y atribuciones
Las principales funciones de la Asamblea Nacional son:
- Reforma Constitucional: Puede modificar la Constitución de la República cuando así lo requiera el sistema democrático del país.
- Proclamación de Elecciones Presidenciales: Oficializa los resultados electorales y declara al presidente y vicepresidente electos.[8]
- Juramentación del Presidente de la República: Se encarga de la toma de posesión del jefe de Estado al inicio de su mandato.
- Otros asuntos de carácter excepcional: Puede reunirse para tratar temas extraordinarios relacionados con la soberanía nacional o la estabilidad del país.

## Reuniones
De acuerdo con la Constitución, la Asamblea Nacional se reúne en las siguientes circunstancias:
- Cada cuatro años, el 16 de agosto, para la juramentación del presidente electo y la proclamación oficial de los resultados de las elecciones.
- Cuando se requiera una reforma constitucional, siguiendo los procedimientos establecidos en la Constitución.
- En situaciones excepcionales, si el Congreso Nacional así lo dispone y se cumplen los requisitos constitucionales.

## Reformas Constitucionales
Desde su primera reunión en 1844, la Asamblea Nacional ha sido convocada en múltiples ocasiones para modificar la Constitución. Algunas de las reformas más relevantes han sido las de 1854, 1874, 1907, 1924, 1963, 1994, 2010, 2015 y 2024, cada una con el propósito de adaptar el marco constitucional a las necesidades políticas, sociales y económicas del país.